# 메다카 박스
《메다카 박스》(일본어: めだかボックス)는 니시오 이신 원작, 아카쓰키 아키라 작화의 일본 만화이며, 현재 슈에이샤 발행의 소년 만화잡지 「주간 소년 점프」에서 2009년 24호부터 2013년 22・23 합병호까지 연재되었다. 2012년 4월부터 12월까지 동명의 애니메이션이 방영되었다.
만화 자체는 쿠마가와 미소기의 갱생 전까지는 그가 먹여살렸다고 봐도 무방할 만큼, 쿠마가와 미소기의 뚜렷한 캐릭터성을 중점으로 서사가 진행된다.